# Vladislav Doronin
Vladislav Doronin (en ruso Владислав Юрьевич Доро́нин; nacido el 7 de noviembre de 1962) es un promotor inmobiliario internacional y coleccionista de arte. Es, junto con Pavel Tio y Eduard Berman, el fundador de Capital Group, con sede en Moscú, propietario y presidente de Aman Resorts, y presidente y director general de OKO Group.

## Polémica
En enero de 2023, Charles McGonigal, director mundial de seguridad de Aman Group, fue detenido acusado de blanqueo de capitales y violación de la legislación de Estados Unidos sobre sanciones. Según el Departamento de Justicia de Estados Unidos, McGonigal conspiró con un antiguo diplomático ruso para ayudar a Oleg Deripaska, un oligarca ruso sancionado.
La contratación de McGonigal en la primavera de 2022 se hizo a través de un proceso muy oscuro, según empleados de Aman, y levantó muchas cejas porque el anterior director de seguridad corporativa fue reasignado sin motivos aparentes y porque cuando ya habían surgido informes de que McGonigal estaba siendo investigado y estaba prevista la comparecencia del primer testigo ante el gran jurado que investigaba su conducta, la empresa siguió contratándolo.

## Primeros años y educación
Vladislav Doronin nació el 7 de noviembre de 1962 en Leningrado, República Socialista Federativa Soviética de Rusia (actual San Petersburgo, Rusia), en el seno de una familia rusa formada por Yuri Grigoryevich Doronin (nacido el 15 de septiembre de 1937) y Zinaida Mikhailovna Doronina (nacida el 2 de octubre de 1935) Se graduó en la Universidad Estatal Lomonosov de Moscú.

## Familia
Doronin mantuvo una relación con la supermodelo inglesa Naomi Campbell desde 2008 hasta 2013.
Doronin tiene una casa en Miami, Florida.
Nacido en la Unión Soviética, renunció a su ciudadanía soviética en 1986. Desde entonces, se ha convertido en ciudadano sueco. También reside en Suiza.
Doronin tiene un apartamento en Capital City, un complejo residencial que desarrolló en Moscú en 2003. Su residencia es un ático diseñado por el arquitecto italiano Massimo Iosa Ghini. También posee una mansión en Platges de Comte, (Municipio de Sant Josep), Ibiza.